# Sarbanissa japonica
Sarbanissa japonica là một loài bướm đêm trong họ Noctuidae.